# Premio Pulitzer 1965
Quella del 1965 fu la quarantanovesima assegnazione dei Premi Pulitzer e vide il conferimento di tredici premi in quindici categorie, otto relative al mondo del giornalismo e sette relative al mondo della letteratura e della musica.
In quest'edizione, la giuria fu composta da 14 membri, tra cui il presidente della Columbia University, Grayson Kirk, e fu presieduta da Joseph Pulitzer, redattore del St. Louis Post-Dispatch nonché omonimo figlio del fondatore dei premi Pulitzer, Joseph Pulitzer.

## Giornalismo
- Pubblico servizio:
  - The Hutchinson News, per la sua coraggiosa e costruttiva campagna, culminata nel 1964, avente come obiettivo una ripartizione più equa della legislatura del Kansas e condotta nonostante la forte opposizione presente nella sua stessa comunità.[3]
- Giornalismo locale di cronaca o di ultim'ora:
  - Melvin H. Ruder, del Hungry Horse News, un settimanale locale di Columbia Falls, in Montana, per la sua audace e intraprendente copertura di una disastrosa alluvione che ha minacciato la comunità, condotta con uno sforzo individuale nella migliore tradizione del giornalismo di ultim'ora.
- Giornalismo locale investigativo specializzato:
  - Gene Goltz, dello Houston Post, per la denuncia della corruzione presente nell'amministrazione della città di Pasadena, in Texas, che ha condotto a diverse riforme di ampio respiro.
- Giornalismo nazionale:
  - Louis M. Kohlmeier, del Wall Street Journal, per il suo impegno nel raccontare la crescita del patrimonio del presidente Lyndon B. Johnson e della sua famiglia.
- Giornalismo internazionale:
  - J. A. Livingston, del Philadelphia Bulletin, per i suoi resoconti sulla sempre maggior indipendenza economica dei paesi satelliti della Russia nell'Europa orientale e per la sua analisi del loro desiderio di ripresa degli scambi commerciali con l'Occidente.
- Editoriale:
  - John R. Harrison, del The Gainesville Sun, per la sua efficace campagna editoriale orientata a ottenere un miglioramento delle condizioni abitative nella sua città.
- Vignetta editoriale:
  - Nessun premio assegnato.
- Fotografia:
  - Horst Faas, dell'Associated Press, per le sue fotografie dal teatro della guerra del Vietnam scattate nell'anno 1964.

## Letteratura, drammaturgia e musica
- Narrativa:
  - The Keepers of the House, di Shirley Ann Grau (Random).
- Drammaturgia:
  - The Subject Was Roses, di Frank D. Gilroy (Samuel French).
- Storia:
  - The Greenback Era, di Irwin Unger (Princeton University Press).
- Biografie o Autobiografie:
  - Henry Adams, three volumes, di Ernest Samuels (Harvard University Press).
- Poesia:
  - 77 Dream Songs, di John Berryman (Farrar).
- Saggistica:
  - O Strange New World: American Culture - The Formative Years, di Howard Mumford Jones (Viking).
- Musica:
  - Non assegnato.